# Александър Младенович
Александър Младенович (на сръбски: Александар Младеновић или Aleksandar Mladenović) е сръбски филолог и диалектолог.

## Биография
Завършва гимназия в Крушевац, след което Философския факултет на Белградския университет.
Аспирант по история на сръбския език в университета на Нови Сад, където защитава докторантура „За народния език на Йован Раич“. Доцент (1963), извънреден професор (1968) и редовен професор (1973). От 1985 г. до 1995 г. е титуляр на катедрата по сръбски език в Нови Сад.
От 1978 г. до смъртта си ръководи Археографското отделение на Народната библиотека в Белград.
Носител на редица международни отличия. От 2001 г. е и доктор хонорис кауза на Софийския университет.